# Costa di Knox

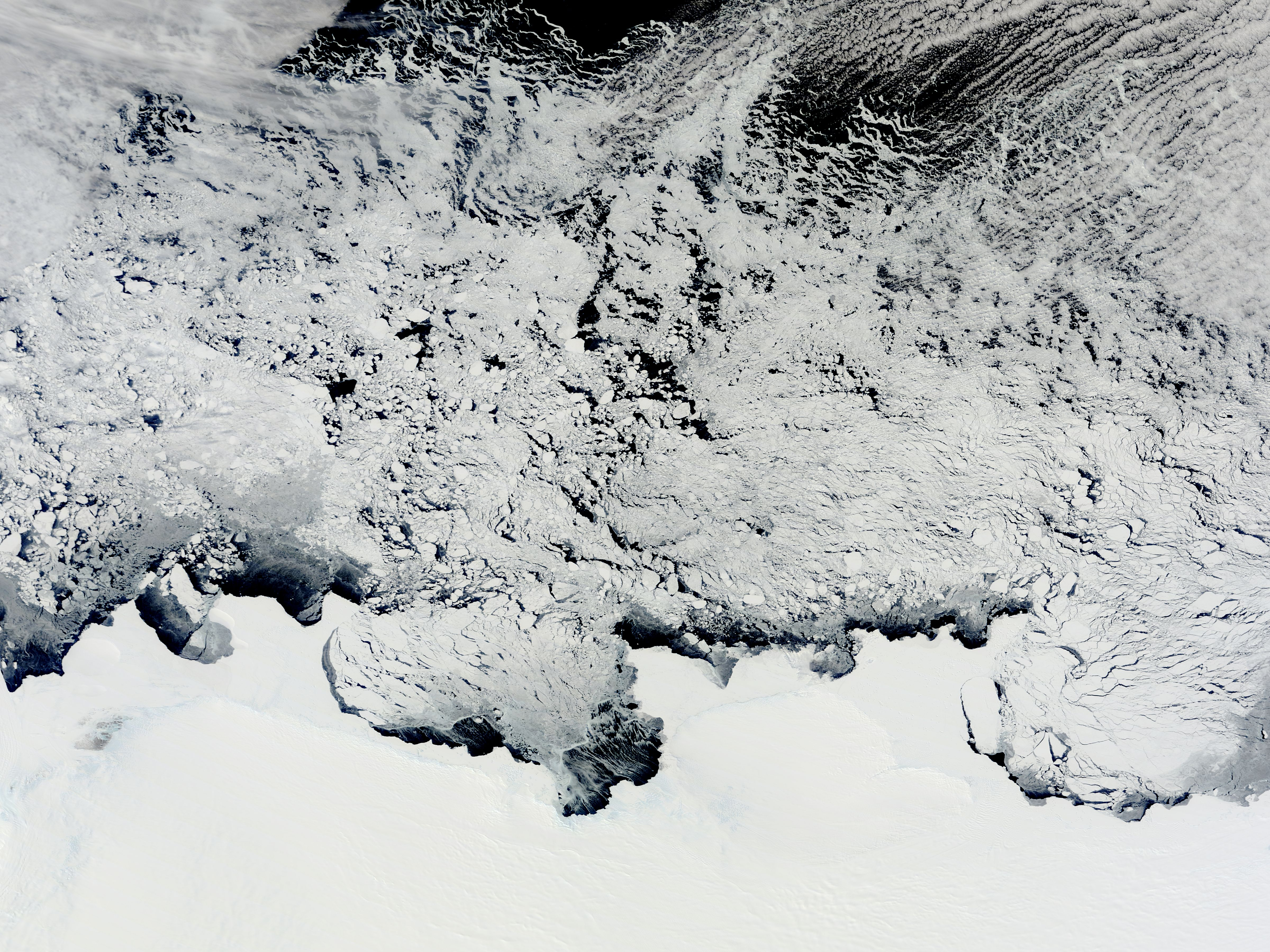
Un'immagine satellitare ottenuta con il MODIS della NASA delle coste, da sinistra a destra, di Knox, di Budd e di Sabrina.

La costa di Knox (centrata alle coordinate 66°30′S 105°00′E) è una porzione della costa della Terra di Wilkes, in Antartide. In particolare, la costa di Knox si estende tra le isole Hatch (66°53′S 109°16′E), nella baia di Vincennes, a est, e capo Hordern (66°15′S 100°31′E), nelle colline Bunger, a ovest, e confina a est con la costa di Budd e a ovest con la costa della Terra della Regina Maria.
Davanti alla parte più occidentale della costa si estende la piattaforma di ghiaccio Shackleton. La piattaforma, che include al suo interno diverse piccole isole di fronte alla costa di Knox, come l'arcipelago Highjump, e che è lunga 384 km, continua poi verso ovest estendosi anche davanti alla parte occidentale della costa della Terra della Regina Maria.

## Storia
La costa di Knox è stata scoperta nel febbraio 1940 durante la United States Exploring Expedition (1838-1842), comandata dal tenente Charles Wilkes, che la battezzò con il suo attuale nome in onore del tenente della marina militare statunitense Samuel R. Knox, capitano dello schooner Flying Fish, e membro dell'equipaggio dello sloop Vincennes, durante la spedizione Antartica.
Il 15 ottobre 1956 l'Unione Sovietica inaugurò la Stazione Oasis nell'area centrale della colline Bunger. La base di ricerca fu chiusa il 17 novembre 1958 per poi essere ceduta nel gennaio del 1959 alla Polonia, che la ribattezzò con il nome di Stazione A. B. Dobrowolski, ma che la utilizzò soltanto per poche settimane. La base fu poi riattivata dalla Polonia dal 22 febbraio al 17 marzo del 1979, data in cui i suoi occupanti dovettero evacuarla e stabilirsi nella Stazione Mirnyj.
Nel 1987 sempre l'Unione Sovietica costruì, a poche centinaia di metri dalla Stazione A. B. Dobrowolski, la Stazione Oasis 2 che rimase attiva fino a metà degli anni novanta. A 7 km dalla Stazione A. B. Dobrowolski è poi presente la base di ricerca australiana Edgeworth David.
A 1.340 km a sud della costa è presente la base di ricerca russa permanente Vostok, inaugurata il 16 dicembre 1957.